# Hot Coffee
Pour un article plus général, voir Grand Theft Auto: San Andreas.

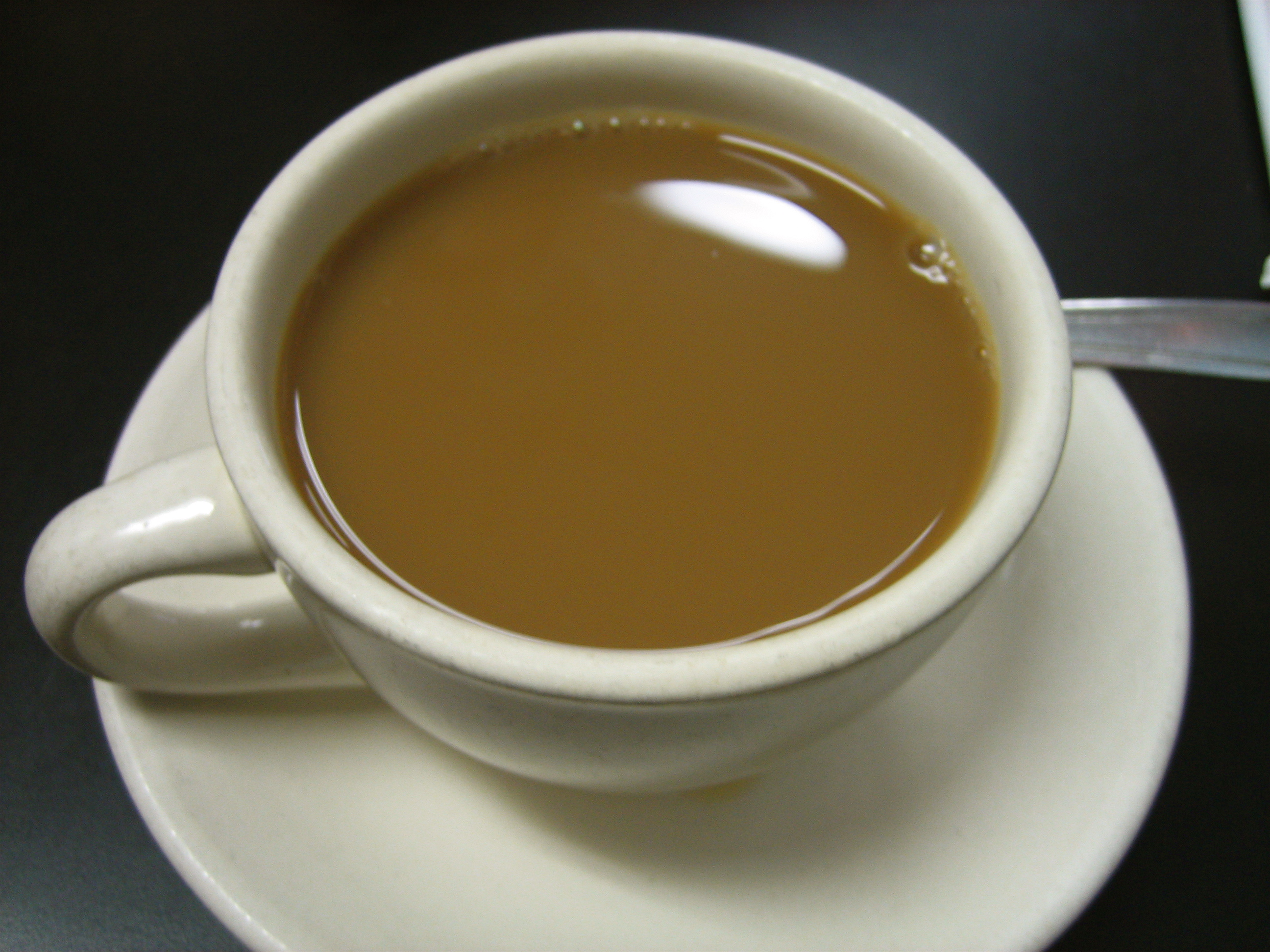
Café « chaud ».

Le mod Hot Coffee (« café chaud » en anglais) est un mini-jeu de la version de 2004 du jeu vidéo Grand Theft Auto: San Andreas. Normalement indisponible, le mini-jeu est parvenu à la connaissance du public en 2005 par la création du mod Hot Coffee, donnant accès au mini-jeu pour la version destinée aux ordinateurs personnels utilisant le système d'exploitation Windows.
Le mini-jeu présente des relations sexuelles entre le personnage principal, Carl Johnson, et sa petite amie Denise. Le nom du mod provient de l'offre faite par la petite amie au personnage principal de venir prendre un « café » chez elle, un euphémisme pour parler de l'autre offre.
Bien que le mini-jeu ait été seulement souligné lors de la lancée du mod le 9 juin 2005 et qu'il ait été complètement retiré depuis, des versions du mini-jeu ont été retrouvées sur les versions du jeu développées pour la PlayStation 2 et la Xbox. À la mi-juillet 2005, le mini-jeu soulève une forte controverse politique et judiciaire, ce qui amène le reclassement du jeu en un jeu vidéo pour adulte (en) et son retrait de certaines étagères. 
Depuis, une version mise à jour de San Andreas, avec le mini-jeu complètement retiré, est sortie, ce qui a permis de ramener le jeu à son classement initial. Un patch, désactivant le mini-jeu et mettant fin au jeu lorsque l'on tente d'y accéder, a également été créée pour la version originale.